# Kollumerpomp
Kollumerpomp (Kollumerpompsters: De Pomp, [də’pomp], Fries: Kollumerpomp of De Pomp) is een dorp in de gemeente Noardeast-Fryslân, in de Nederlandse provincie Friesland.
Het ligt ten noordoosten van Kollum, ten zuidoosten van Engwierum, ten zuiden van het Lauwersmeer en ten noordwesten van Warfstermolen. De dorpskern ligt aan een voormalige zeedijk, de Foijingaweg. De Pompsterried verbindt het dorp via de Dwarsried en de Zijlsterried met het Dokkumergrootdiep en daarmee met de Friese binnenwateren. Kollumerpomp stond oorspronkelijk bekend als Kollumer Uiterdijksekluft.
In 2023 telde het dorp 430 inwoners. Onder het dorp valt ook de voormalige buurtschap Terp, ook wel De Terp genoemd, gelegen in het buitengebied van het streekdorp. Kollumerpomp viel vanouds onder het kerkdorp Kollum en werd tot 1906 als een buurtschap gezien. Iets ten noorden van Kollumerpomp ligt het recreatiegebied Kollumeroord, met bos, wandelpaden, jachthaven en vakantiewoningen.

## Geschiedenis

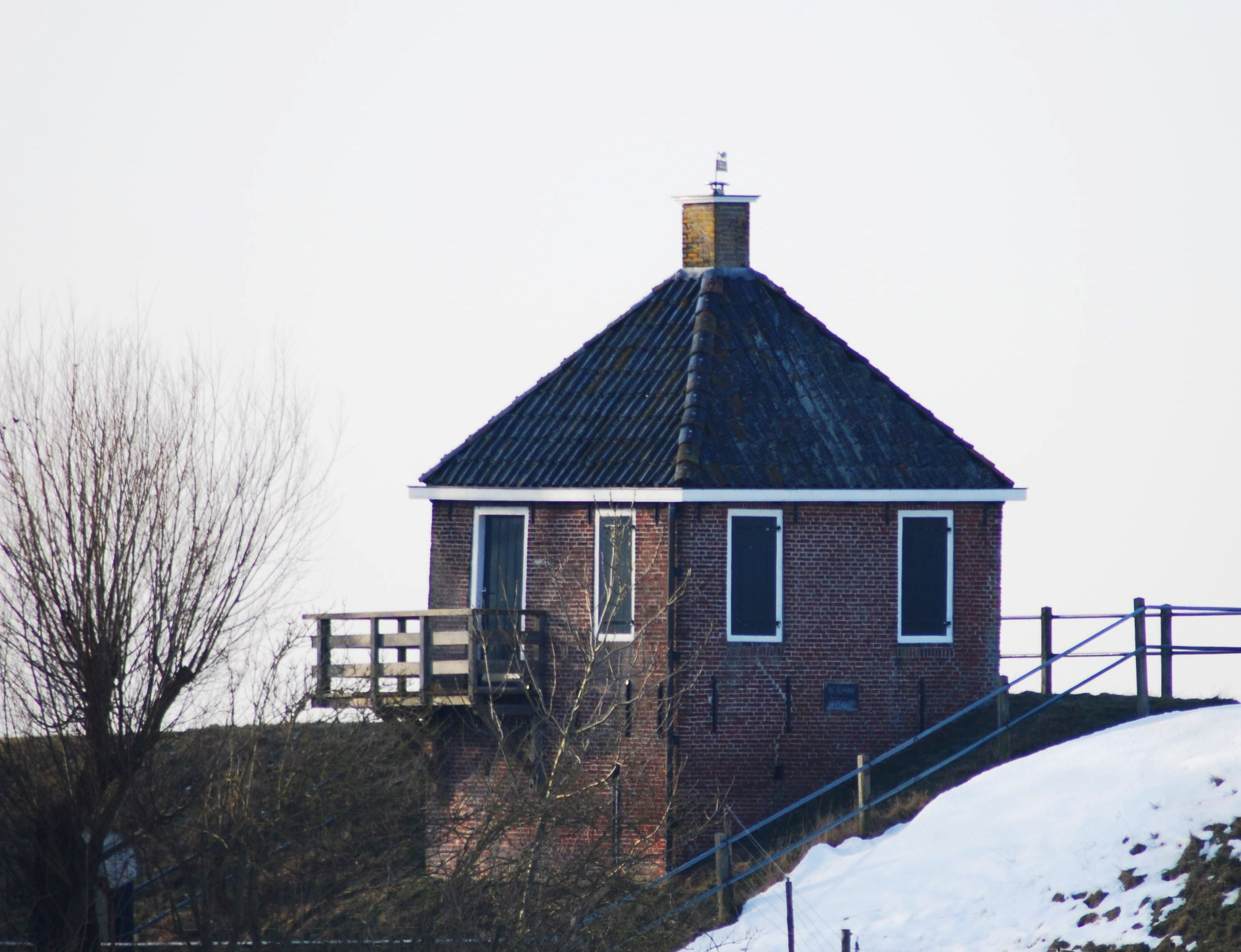
Contributiehuisje

Omstreeks 1315 werd de zeedijk aangelegd waaraan later Kollumerpomp zou ontstaan. In 1529 toen een deel van de Lauwerszee werd ingedijkt werd deze dijk een slaperdijk. De pomp waaraan de naam van het dorp is  ontleend was een duiker in de zeedijk, aangelegd in 1543 voor de afwatering via de Pompsterried. Daarna ontstond er enige bewoning op deze plek. 
Voor de bedijking kende het gebied ook al bewoning, zo was er van oudsher een huisterp waarop omstreeks 1830 de stelpboerderij Groot Kabel zou worden gebouwd. Vanaf de 17e eeuw wordt het dorp 'De Pomp' genoemd. In het begin van de 20ste eeuw werd dat Kollumerpomp als aanduiding dat het bij Kollum behoorde.
In 1828 liet het waterschap Zeedijken Contributie Kollumerland en Nieuw Kruisland op de Nieuwe Zee- of Buitendijk het Contributiehuisje bouwen. Het diende als stormwachtershuis en als vergaderruimte. De windhaan van het huisje was verbonden met een nog aanwezige windroos die binnen kon worden afgelezen. Het huisje werd in 1989 opgenomen in het Rijksmonumentenregister.
De bewoning in de kern van Kollumerpomp was lange tijd aan de zuidzijde van de dijk geconcentreerd. Oostelijk daarvan lagen enkele boerderijen. Na de Tweede Wereldoorlog ontstond een uitbreiding aan de noordzijde en groeide het gehucht uit tot een dorp.
Tot 2019 maakte Kollumerpomp deel uit van de gemeente Kollumerland en Nieuwkruisland en daarna van de gemeente Noardeast-Fryslân.

## Taal

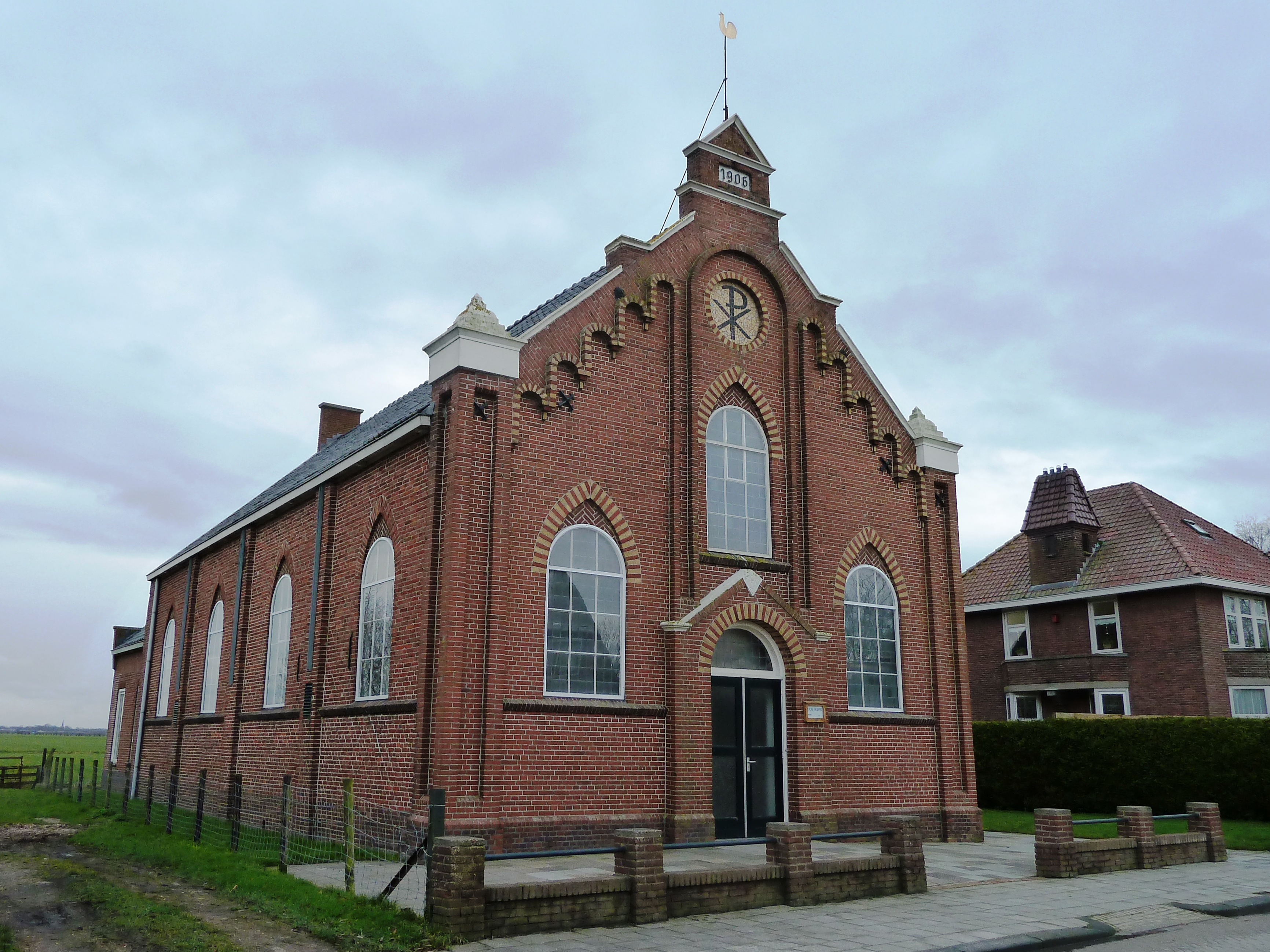
Gereformeerde kerk

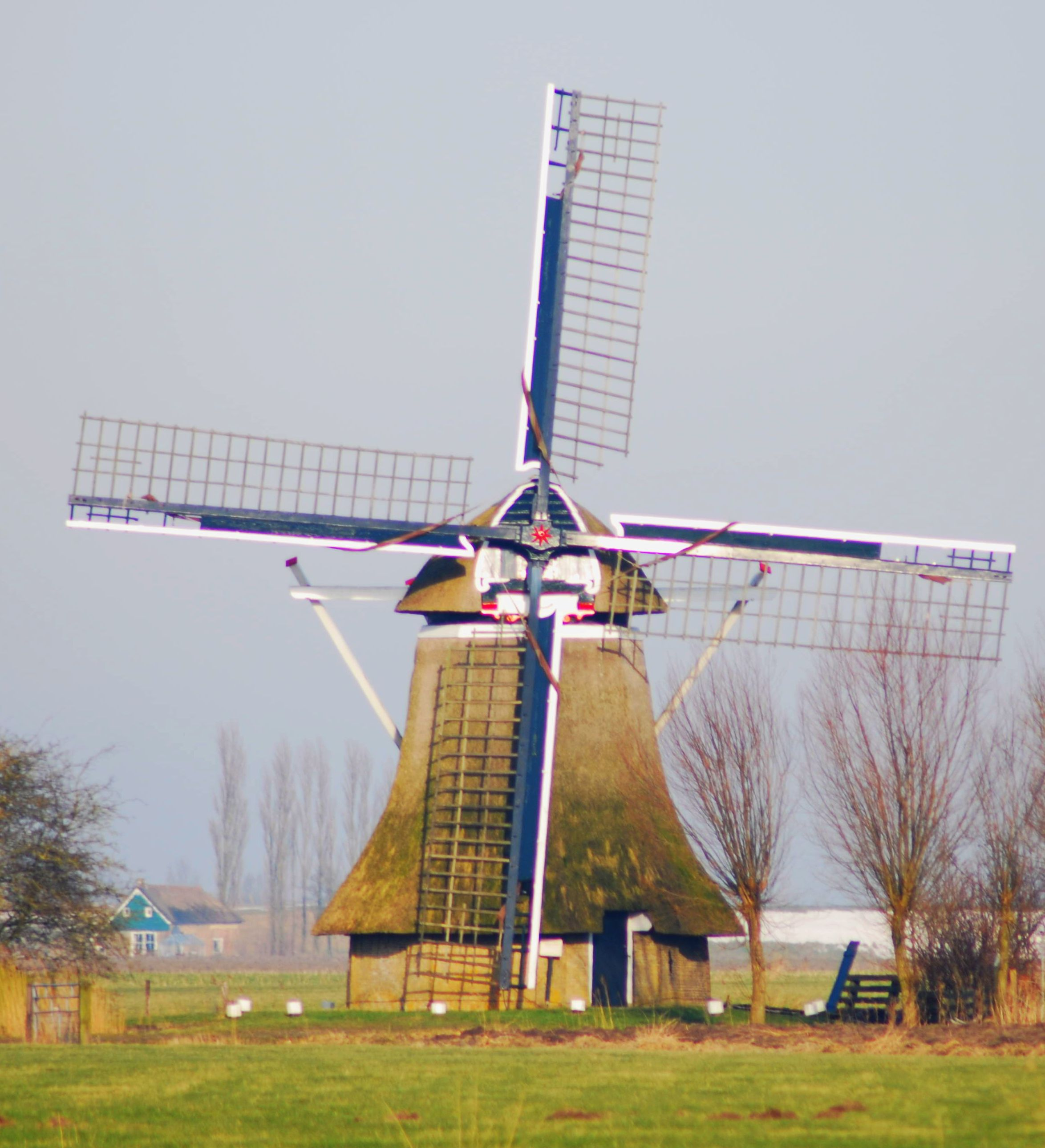
De Westermolen

In De Pomp wordt Pompsters gesproken, een Nedersaksisch (Gronings) dialect, dat veel Friese invloeden heeft. Het wordt begin 21ste eeuw nog gesproken door ongeveer 200 mensen en wordt met uitsterven bedreigd.

## Kerken
De torenloze gereformeerde kerk die dateert uit 1906, zoals te lezen valt op de bekroning van de geveltop. De zaalkerk kent een vermenging van verschillende stijlen. De kerk heeft spitsbogen en een geveltop met een klimmend rondboogfries.
In het dorp is de parochie van de heilige Panteleimon van de Russisch-orthodoxe Kerk gevestigd. Ze werd opgericht in 1987 en komt bijeen in een tot kapel verbouwde boerenschuur aan een landweg ten zuiden van het dorp.

## Molen
In 1845 werden voor het bemalen van de 300 ha grote polder 'Ooster- en Westerkruisland' twee poldermolens gebouwd,  de Westermolen bij Kollumerpomp en de Oostermolen bij De Kolk . De Oostermolen werd in 1937 vervangen door een gemaal. De Westermolen is bewaard gebleven. Deze raakte in 1957 zo zwaar beschadigd dat het waterschap in eerste instantie overwoog de molen af te breken.

## Sport en cultuur

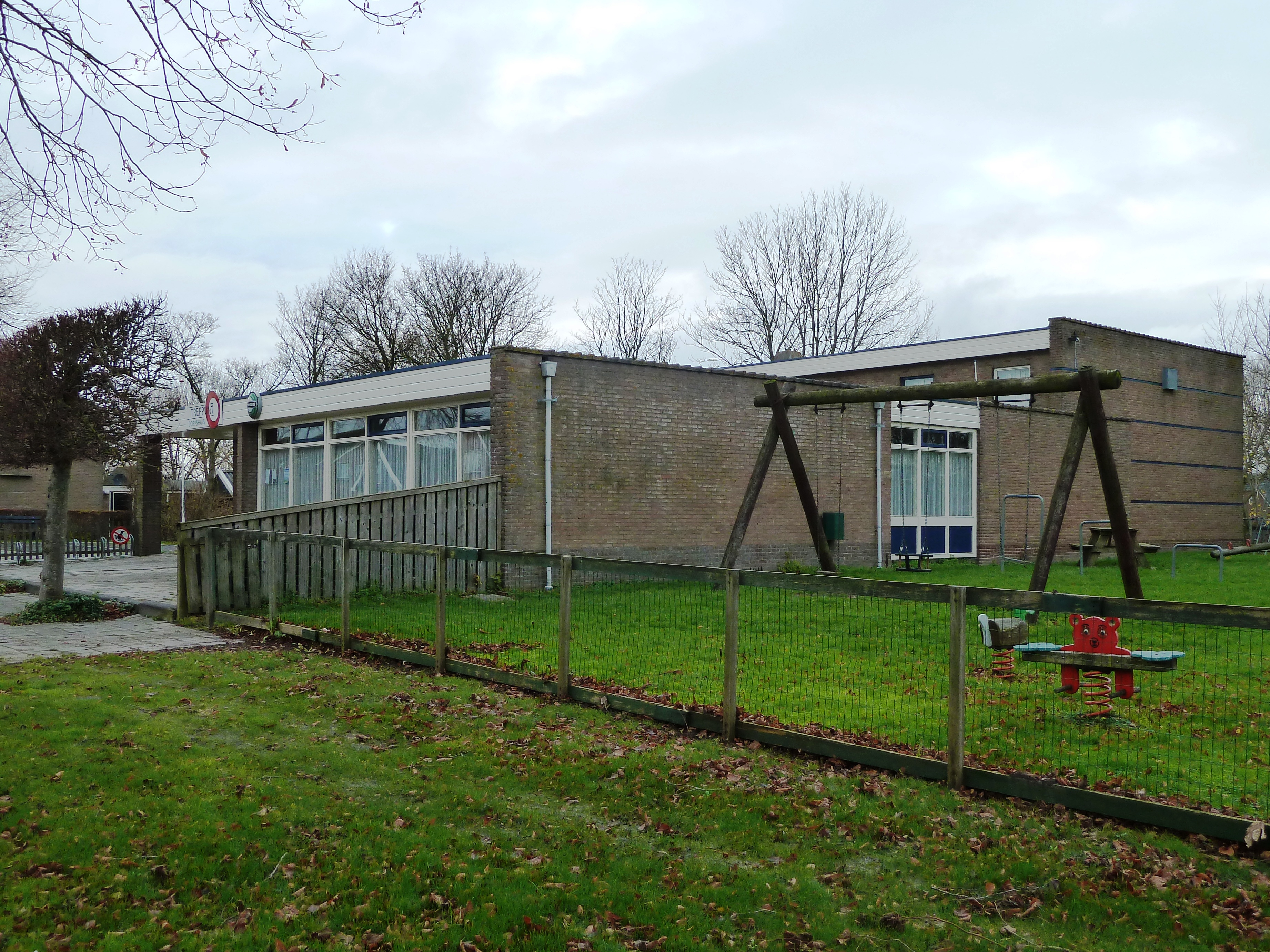
Dorpshuis 't Trefpunt

De sportvereniging Olympia is er voor gymnastiek en volleybal. Er is een ijsbaanvereniging De Blikken. Eens in de vier jaar is er in september de Pompster Ryd Rintocht. Kollumerpomp heeft een gelegenheidsvoetbalclub, de Pompster Boys.
Er is een dorpshuis, ' 't Trefpunt'.

## Geboren
- Eppie Dam, 5 maart 1953, onderwijzer, schrijver en dichter. Hij publiceerde in het Fries, Nederlands en het Pompsters.